# 佐藤恵利
佐藤 恵利（さとう えり、1961年10月5日 - ）は、日本の元女優、元アイドル。千葉県船橋市出身、埼玉県草加市育ち。西脇事務所に所属していた。

## 来歴・人物
- 4歳からピアノを習う[3]。小学生の時には既に、将来は歌手になると決めていたという[3]。小学校6年生の時に「郷ひろみの恋人募集」に応募して合格、中学1年生の時にはテレビ番組の『そっくりショー』に山口百恵の真似で出演したことがある[1]。
- 上記の経緯の通り山口百恵に似ていたため、多忙な山口に代わって「影武者」として映画やドラマに出演していたとされる[4]。遠目のシーンや後ろ姿での出演であったという。
- 高校は最初上野学園高等学校ピアノ科に入学したが[1]、芸能界デビューが決まった後は東京都立代々木高等学校に転校して卒業[1]。
- 1980年1月10日「ラブ・スケッチ」で日本フォノグラムより歌手デビュー。
- ポスト山口百恵として売り出され、『レッツゴーヤング』のサンデーズのメンバーとして活動した。期待の新人であったが、なかなか人気が出なかった。
- 1992年3月26日まで日本テレビ系で放送された「木曜ゴールデンドラマ」の脇役出演の常連の一人でもあった（脇役出演常連者はほかに本阿弥周子、上月左知子らがいる）。
- 「木曜ゴールデンドラマ」と「オフィス・ヘンミ製作のドラマ」に出演することが多かった。
- NHK「おかあさんといっしょ」の歌のお姉さん・森みゆきと混同されることがたびたびあった。
- 1997年3月には「クイズ日本人の質問」にゲスト回答者として出演している。クイズ番組等のバラエティに出演することが滅多になかったので、ゲスト回答者として出演するのはかなり珍しかった。デビュー当時（1980年10月28日）「ものまね王座決定戦」に出演するも、数年後、総集編にて原田伸郎に「（この回は）奈保子ちゃんが出てますね、よしえちゃんもいましたね…佐藤恵利ちゃん（って誰）？」とネタにされていたほどである[5]。
- 近況に関しては全く伝えられていない[6]。

## ディスコグラフィ
- シングル（日本フォノグラムより発売）
  1. 「ラブ・スケッチ／サヨナラの陽ざし」（1980年1月10日）
  2. 「まぶしいねチャイニーズ・ハーフ／シャワー」（1980年4月25日）
  3. 「ラブ・ギャンブル／傷だらけのピリオド」（1980年9月10日）

## 出演

### テレビドラマ
- 木曜ゴールデンドラマ
  - 「歌枕」（1981年11月5日）
  - 「一本足の華燭」（1981年12月3日）
  - 「少年刑務所・母と子の遠い道程」（1982年5月27日）
  - 「非行少女・母と娘の愛と憎しみ!」（1982年12月2日）
  - 「片隅の二人」（1983年2月10日）
  - 「嫁と姑の隣人戦争(1)」（1985年1月10日）
  - 「娘よ!!・父ちゃんはお前の花嫁姿が見たかったんや」（1985年1月17日）
  - 「嫁・姑・大姑(1)」（1985年4月11日）
  - 「二人なら生きられる」（1985年12月5日）
  - 「夫に愛の手を!?」（1986年3月13日）
  - 「嫁・姑・単身赴任」（1986年4月3日）
  - 「お姑さんの叛乱」（1986年5月8日）
  - 「姑VS嫁・姑の心意気」（1986年8月28日）
  - 「不安なり」（1987年3月19日）
  - 「嫁・姑・小姑　大阪夏の陣」（1987年8月6日）
  - 「母VS娘、女のたたかい」（1987年9月3日）
  - 「誕生日に殺された女」（1987年11月12日）
  - 「嫁・姑・仁義なきおんなの闘い」（1988年5月26日）
  - 「燃えて生きる」（1988年8月11日）
  - 「塀の外で待つ女」（1988年11月3日）
  - 「花むこの母VS花よめの母」（1989年4月6日）
  - 「愛を描く女」（1989年8月24日）
  - 「嫁・姑・貸し姑」（1990年4月12日）
  - 「結婚戦争・逆タマの母」（1990年6月28日）
  - 「お姑さんの登校拒否」（1990年11月29日）
  - 「西の舅に東の姑・浪花男と江戸っ子女」（1990年12月27日）
  - 「逆転・嫁と姑、下町の太陽赤ひげ女先生」（1991年7月18日）
  - 「一人っ子同士の結婚」（1991年9月12日）
  - 「さらば愛しき人よ」（1991年12月5日）
- 土曜ワイド劇場
  - 片岡孝夫の好青年探偵シリーズ(2)　昭和7年の血縁殺人鬼・呪われた流氷（1981年10月24日）
  - 西村京太郎トラベルミステリー(5)・東北新幹線殺人事件（1984年7月14日）
  - 避暑地の妻のあやまち（1992年7月11日）
  - 事件(1)・なぜ夫は新妻の姉を殺したのか…?（1993年6月12日）
  - 新・赤かぶ検事奮戦記(4)・飛騨路を火魔が走る!（1997年4月12日）
- 火曜サスペンス劇場
  - 誘拐の報酬（1982年3月9日）
  - 突然の明日（1983年4月12日）
  - 顔のない女（1986年5月20日）
  - 雨月荘殺人事件（1988年10月18日）
- 大江戸捜査網（テレビ東京 / 三船プロ）
  - 第549話「品川遊廓おんな蟻地獄」（1982年6月19日） - おしの 役
  - 第568話「鈴の音はおんなの忍び泣き」（1982年） - お初 役
  - 第582話「遊女に賭けた孤独の一匹狼」（1983年） - おさと 役
  - 第591話「女牢しのび肌 禁断の闇化粧」（1983年） - おしま 役
  - 第633話「涙の再会! 素浪人はぐれ唄」（1984年） - おちず 役
  - 新大江戸捜査網　第647話（第7話）「鬼同心獄中の標的」（1984年） - 美音
- はらぺこ同志（1982年7月6日 - 9月21日）
- 月曜ドラマランド
  - うっかり夫人ちゃっかり夫人(1)・食べていいとも!走っていいとも!!（1983年6月20日）
  - うっかり夫人ちゃっかり夫人(2)・レッツ・ゴーゴーかんちがい（1983年9月5日）
  - サザエさんVS意地悪ばあさんVSいじわる看護婦（1984年3月2日）
  - てんてん娘・てんてん娘大カツヤクの始まりデース（1984年6月25日）
- 松田聖子のはじめての情事（前篇/後篇、1983年10月19日、10月26日、TBS） - 秀子 役
- 水戸黄門
  - 第14部 第8話「陰謀砕いた薪能・盛岡」（1983年12月19日） - 田鶴役
  - 第16部 第31話「頑固くらべ献上茶釜・山形」（1986年11月24日） - おみつ役
  - 第17部 第22話「惚れた娘はお姫様・竜野」（1988年1月25日） - 志津役
- 生きて行く私（1984年4月4日 - 6月27日）
- のン姉ちゃん・200W（1985年4月13日 - 7月27日）
- 長七郎江戸日記 第1シリーズ 第71話「十手にかけた青春」（1985年10月15日）
- 樋口一葉 われは女成りけるものを…（1985年11月23日 - 12月21日）
- 京都嵯峨野殺人事件（1985年12月13日・金曜女のドラマスペシャル） - 杉歌子役
- 女は男をどう変える（1986年1月9日 - 3月27日）
- 特捜最前線
  - 第453話「遺書・指名手配113号の男!」（1986年2月13日） - 小松ひさこ役
  - 第487話「涼子・夢に縋った女!」（1986年10月16日）
- 女が会社で上司いびりを始めるとき（1986年6月23日・月曜ワイド劇場）
- 太陽にほえろ! 第703話「加奈子」（1986年7月18日） - 三村ひとみ
- ときめき・ああ青函連絡船（1986年9月29日 - 10月10日）
- 哀しみの女（1987年5月20日・水曜ドラマスペシャル）
- ジャングル 第27話「赤いブルゾン」（1987年10月23日）
- 夫の突然死・妻に届いた一通の手紙（1987年12月14日・ドラマ女の四季）
- わが恋う人は（1988年4月29日・男と女のミステリー）
- ときめき・ああ青函連絡船（総集編）（1988年6月5日）
- 暴れん坊将軍シリーズ（ANB / 東映）
  - 暴れん坊将軍III
    - 第26話「将軍に裏切られた男」（1988年7月2日） - みつ
    - 第49話「庶民の夢を喰った奴!」（1989年2月11日） - お京
    - 第81話「め組の半次郎の天国と地獄」（1989年10月28日） - お菊
    - 第101話「みちのく夫婦しぐれ!」（1990年4月21日） - お糸

  - 暴れん坊将軍VIII
    - 第2話「狙われた新妻 殺意を呼ぶ過去」（1997年8月2日） - おまち
- お見合いフルコース（1988年9月26日 - 9月29日）
- 大忠臣蔵（1989年1月2日） - お玉
- 愛のアリバイ（1989年2月13日・月曜・女のサスペンス）
- さすらい刑事旅情編I 第17話「潮騒内房線・花売り女の殺意」（1989年2月22日）
- 火曜ミステリー劇場
  - 美人女子大生妻探偵と田舎刑事(1)・特急しおかぜ四国殺人ルート（1990年4月10日）
  - 南青山コンビニ探偵24時間営業・美人ピアニスト殺人事件の謎（1990年6月19日）
- 将軍家光忍び旅 第1シリーズ 第3話「日蔭に咲くか夫婦武士道」（1990年10月27日）
- 女の敵は男の敵（1990年11月22日 - 12月6日）
- 遊の人・天下の御意見番大久保彦左衛門（1991年1月2日）
- NHK大河ドラマ（NHK）
  - 「太平記」（1991年1月6日 - 12月8日）-　小宰相役
  - 「毛利元就」（1997年1月5日 - 12月14日） - 貞子役
- 銭形平次（北大路欣也版） 第1シリーズ 第10話「右の腕」（1991年7月24日） - おひさ役
- おべんきょう（1992年2月24日 - 4月10日） - 秋田いつ子役
- 月曜ドラマスペシャル
  - 忠治旅日記（1992年2月24日） - おたか役
  - 弁護士富田茂作42歳の純情（1993年6月14日） - 田中静香役
  - 一色京太郎事件ノート(4)・京都西陣に消えた女（1997年2月3日） - 寒河江理恵役
- ドラマシティ
  - 北海道へいらっしゃい（1992年7月2日）
  - 花嫁の憂うつ（1993年1月14日）
- 八百八町夢日記 第2シリーズ 第30話「殿様は盗っ人上り」（1992年7月28日） - 萩江役
- 子子家庭は危機一髪（1993年7月19日 - 8月31日）
- ドラマ新銀河（NHK）
  - ゆっくりおダイエット（1994年）- 三浦 役
- 夏は秘密がいっぱい!（1994年7月25日 - 9月2日）
- 雲霧仁左衛門（1995年11月29日 - 1996年3月13日）
- 忠臣蔵（1996年10月9日 - 12月18日）
- 鬼平犯科帳 第7シリーズ 第14話「逃げた妻」（1997年） - おみね
- はぐれ刑事純情派XI 第5話「女装殺人!? 二つの顔を持つ女」（1998年4月29日）
- お局探偵亜木子&みどりの旅情事件帳(2)・愛は死の影の中で（1998年7月31日・金曜エンタテイメント）
- 必要のない人（1998年10月7日 - 12月23日）
- 大岡越前 第15部 第12話「罪を着た男」（1998年11月30日） - おその 役
- 御家人斬九郎 第5シリーズ 第2話「箱根の鬼」（2001年11月13日） - おはる 役
- 剣客商売（藤田まこと版） - おみね 役
  - 第1シリーズ（1998年10月14日 - 12月16日）
  - 第2シリーズ（1999年12月8日 - 2000年3月15日）
  - 第3シリーズ（2001年6月5日 - 7月3日）
  - 第4シリーズ（2003年1月21日 - 5月13日）
  - 第5シリーズ（2004年1月13日 - 3月16日）
  - スペシャル・鰻坊主、女と男、暗殺者（2004年5月1日）
  - スペシャル・助太刀（2004年12月14日）
  - スペシャル・母と娘と（2005年1月11日）
  - スペシャル・決闘・高田の馬場（2005年9月6日）
  - スペシャル・女用心棒（2006年6月16日）
  - スペシャル・春の嵐（2008年4月11日）
  - スペシャル・道場破り（2010年2月5日）

### バラエティ
- レッツゴーヤング（NHK総合）
- ものまね王座決定戦（1980年10月28日、フジテレビ）
- クイズ日本人の質問（1997年3月2日、NHK総合）

### テレビアニメ
- 吾輩は猫である（1982年） - チヨ

### ラジオ番組
- ニューヒットポップス情報「中南米ニューヒット」（NHK-FM）

### CM
- 全日空
- 共同石油（現ENEOS）

### 舞台
- 孤愁の岸（1988年）
- 裸の大将放浪記（1990年）
- ヨコハマ物語（1998年・御園座）
- 花のうさぎ屋‐みちのく女合戦‐（1998年10月4日〜10月29日・帝国劇場）